# Ite missa est
La locuzione latina Ite, missa est è la formula di congedo con cui si conclude la messa celebrata dai cattolici di rito romano. Con queste parole il celebrante o, se presente, il diacono congeda i fedeli, che rispondono «Deo gratias».

## Significato
Sono due le possibili spiegazioni della locuzione, che differiscono sull'interpretazione del termine missa.

### Missacome sostantivo
Secondo questa prima ipotesi, la locuzione è da intendersi: "Andate, [questo] è il momento del congedo".
Tra i sostenitori di questa interpretazione vi sono alcuni teologi antichi come Isidoro di Siviglia (VII secolo) e Floro di Lione (IX secolo). In particolare, Floro scrive: «Missa non è da intendere altrimenti che come dimissio (congedo), cioè absolutio (scioglimento dell'assemblea)».

### Missacome verbo
Il sintagma missa est può essere interpretato come perfetto passivo del verbo mittere ("mandare, inviare"), e l'espressione latina potrebbe essere a sua volta la traduzione di una formula greca (in effetti, almeno fino al III secolo, la lingua della liturgia a Roma fu il greco).
Nell'antica Chiesa di Roma vi era la seguente usanza: terminata la celebrazione, il papa affidava alcune particole del pane eucaristico ai diaconi perché le portassero ai fedeli che non avevano potuto assistere di persona (per infermità, ecc.), oppure ai presbiteri che avrebbero presieduto l'Eucaristia in chiese minori (fermentum). In questo senso, le parole missa est sarebbero da interpretare come «abbiamo già mandato la comunione», oppure «[l'offerta] è stata mandata».
Questa ipotesi è avvalorata dagli studiosi moderni, i quali ritengono poco probabile che l'uso di missa come sostantivo sia antecedente alla diffusione del cristianesimo presso il mondo romano.
Con il passare del tempo si è cessato di utilizzare missa est come perfetto passivo e l'espressione ha finito per essere percepita come un nominativo.

## Liturgia precedente la riforma di Paolo VI
Nella Messa tridentina secondo il rito romano antico, il celebrante nella Messa solenne, dopo aver cantato il Dominus vobiscum, rimane rivolto verso il popolo. Dopo la risposta Et cum spiritu tuo, il diacono si volta verso il popolo con le mani giunte e canta Ite missa est nello stesso tono con cui si è cantato il primo Kyrie eleison. Esistono quindi trenta toni per l'Ite missa est, uno per ognuna delle diciotto Messe del Kyriale, più uno perché il Kyrie della Missa XVII si può cantare su due toni diversi, più altri undici per i Kyrie ad libitum. Si risponde Deo gratias. Nella Messa letta è lo stesso celebrante a dire Ite missa est.
Nei Messali precedenti al 1962 e oggi facoltativamente, in tutte le messe in cui non si dice il Gloria l'Ite missa est è sostituito dal Benedicamus Domino. Il Messale del 1962 invece prevede sempre l'Ite missa est.

## La formula di congedo dopo la riforma liturgica
La riforma liturgica seguita al Concilio Vaticano II (1962-1965) ha privilegiato altre espressioni di congedo. Nella traduzione in italiano della terza edizione del Messale Romano sono presenti sette formule di congedo, tra cui "La messa è finita, andate in pace", "Nel nome del Signore, andate in pace", "Andate e annunciate il Vangelo del Signore". In alternativa alle precedenti è possibile utilizzare, in canto, anche la locuzione tradizionale latina.